# Santiago des mers
Santiago des mers (Santiago of the Seas) est une série télévisée d'animation américaine en 34 épisodes (+ 3 spéciaux 22') de 11 minutes, créée par Niki Lopez, Leslie Valdes et Valerie Walsh Valdes et diffusée depuis le 9 octobre 2020 sur Nickelodeon.
La série s'imprègne de la langue espagnole et de la culture latino-caribéennes.
En France, la série est diffusée depuis le 7 novembre 2021 sur Tfou,. Elle débute le 5 mars 2022 sur Nickelodeon Junior.

## Synopsis
La série suit les aventures de Santiago, jeune garçon vivant sur une île imaginaire des Caraïbes, Isla Encanto. En compagnie de son cousin Tomás, son amie sirène Lorelai et sa grenouille Kiko, Santiago part à l'aventure à la recherche notamment du trésor perdu du Capitaine Calavera à l'aide d'un bateau nommé El Bravo fonctionnant avec une boussole magique. Ces protagonistes se doivent également de protéger leurs île des dangers.

## Distribution

### Voix originales
- Kevin Chacon : Santiago
- Alyssa Cheatham : Lorelai
- Justice Quiroz : Tomás
- Leila Colom : Mami
- Dave Droxler : Kiko
- Oscar de la Fe : Barbarito
- Hunter Jones : Enrique Real de Palacios III
- Leslie Valdes : Abuelo

## Production

### Fiche technique
- Titre original : Santiago of the Seas
- Titre français : Santiago des mers
- Création : Niki Lopez, Leslie Valdes, Valerie Walsh Valdes
- Réalisation : Niki Lopez, Leslie Valdes, Valerie Walsh Valdes
- Musique : Alfonso G. Aguilar, Ego Plum
- Production : Lauren Montgomery, Chris Graham, Dave Palmer
- Sociétés de production : Walsh Valdés Productions, Nickelodeon Animation Studio
- Sociétés de distribution : Nickelodeon
- Pays d'origine :  États-Unis
- Langue originale : anglais
- Format :
- Genre : Aventure
- Nombre de saisons : 1
- Nombre d'épisodes : 34
- Durée : 11 minutes
- Dates de première diffusion :
  - États-Unis : 9 octobre 2020
  - France : 7 novembre 2021

## Épisodes

### Saison 1 (2020)
1. La Légende du Capitaine Calavera (The Legend of Capitán Calavera)
2. La Longue-vue magique (The Magic Spyglass)
3. La Pierre de la vie (The Stone of Life)
4. Un phare dans la tempête (To the Lighthouse)
5. Le Géant doré (The Golden Giant)
6. Il faut sauver la princesse (Princess and the Pirate Puppy)
7. La Crique des bigorneaux (Caracol Cove)
8. La Nuit des tortues (The Night of the Turtles)
9. La Régate de Santiago (Santiago's Regatta)
10. Un Noël de pirates (A Pirate Christmas)
11. Un trésor dans les étoiles (The Treasure in the Sky)
12. Un diamant géant (Sidekick Switcheroo)
13. Cécilia et les rubis magiques (Cecilia and the Magic Rubies)
14. Sous la lune pirate (Under the Pirate Moon)
15. Tina à la rescousse (The Treasure of El Bravo)
16. Le Bracelet de Lorelai (Lorelai's Bracelet)
17. Le Bateau fantôme (Cecilia And The Ghost Ship)
18. Les Bateaux ont été rétrécis (Shrunken Ships)
19. Le Défilé des pirates (The Pirate Parade)
20. Le Grand Trésor des pirates (Santiago's Greatest Treasure)
21. Des Bananes en or (The Golden Banana Treasure)
22. Le Lasso d'argent (The Silver Lasso)
23. Le Trésor du dragon de mer (The Sea Dragon's Treasure)
24. La Malédiction du faucon doré (The Curse of the Gold Falcon)
25. L'Île aux objets perdus (The Island of Lost Things)
26. La Mélodie enchantée (The Enchanted Melody)
27. Grand-père est une poule ! (Chicken Abuelo)
28. Un anniversaire mouvementé (Tomás's Birthday Surprise)
29. Chasse au trésor en famille (Family Treasure Hunt)
30. La Trompette du Triton (Triton's Trumpet)
31. Le Coffre enchanté (The Curse of the Pirate Baby)
32. Santiago et Bonnie à la rescousse (Santiago and Bonnie to the Rescue)
33. La Disparition de la boussole magique (The Compass Caper)
34. L'Île Mystérieuse (The Mysterious Island)
35. Rencontre avec les pirates vampires (Mystery of the Vam-Pirates)
36. Partons à l'aventure ! (Pirate Play Along Adventure)
37. Le Carnaval (Deep Freeze)
38. Le Cheval des mers (The Trojan Seahorse)

### Saison 2 (Depuis 2022)
1. Les pierres de pouvoir (The Stones of Power)
2. Titre français inconnu (Pirate Treasure Playoff)
3. L'anniversaire d'Anani
4. L'histoire des deux Tomás
5. Les épreuves du pirate protecteur
6. Le conte des baleines (Whale of a Tale)
7. Le pinceau magique
8. Le festival des fruits (The Fruit Festival)
9. À la recherche du trésor d'Abuelo (Abuelo's Treasure)
10. Titre français inconnu (The Time Capsule)
11. Titre français inconnu (Hiccup Soup)
12. Les Cupcakes comètes (Comet Cupcakes)
13. Titre français inconnu (Tina's New Friend)
14. Titre français inconnu (Peek-A-BOO!)
15. Titre français inconnu (Night of the Witches)
16. Titre français inconnu (Bonnie's Mom)
17. Titre français inconnu (The Ocelot's Tale)
18. Titre français inconnu (Kiko's Song)
19. Titre français inconnu (Return to Merlandia)
20. Titre français inconnu (Chickarney Island)
21. Titre français inconnu (The Lost Girl in a Canoe)
22. Le chat espion (The Kitty Cat Caper)
23. La légende d'El Ratoncito Pérez (The Legend of El Ratoncio Pérez)
24. Titre français inconnu (Three King's Day)
25. Titre français inconnu (The Pirate Party)
26. Docteur Abuela (Dr. Abuela)
27. Titre français inconnu (Three Is a Magic Number)
28. Titre français inconnu (Off the Map)